# Исполнитель
Исполни́тель (а́втор исполне́ния) — физическое лицо, творческим трудом которого осуществлено исполнение: артист-исполнитель (актер, певец, музыкант, танцор или другое лицо, которое играет роль, читает, декламирует, поет, играет на музыкальном инструменте или иным образом участвует в исполнении произведения литературы, искусства или народного творчества, в том числе эстрадного, циркового или кукольного номера), а также режиссёр-постановщик спектакля (лицо, осуществившее постановку театрального, циркового, кукольного, эстрадного или иного театрально-зрелищного представления) и дирижер.

## Права исполнителя
Исполнителю принадлежат:
- исключительное право на исполнение;
- право авторства – право признаваться автором исполнения;
- право на имя – право на указание своего имени или псевдонима на экземплярах фонограммы и в иных случаях использования исполнения, а в случае использования исполнения в составе коллектива исполнителей, право на указание наименования коллектива исполнителей, кроме случаев, когда характер использования произведения исключает возможность указания имени исполнителя или наименования коллектива исполнителей;
- право на неприкосновенность исполнения – право на защиту исполнения от всякого искажения, то есть от внесения в запись, в сообщение в эфир или по кабелю изменений, приводящих к извращению смысла или к нарушению целостности восприятия исполнения.

## Исключительное право на исполнение

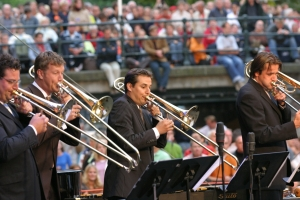

Исполнителю принадлежит исключительное право использовать исполнение любым не противоречащим закону способом, в том числе следующим образом:
- сообщение в эфир, то есть сообщение исполнения или записи исполнения для всеобщего сведения посредством их передачи по радио или телевидению (в том числе путём ретрансляции), за исключением кабельного телевидения. При этом под сообщением понимается любое действие, посредством которого исполнение или запись исполнения становятся доступным для слухового и (или) зрительного восприятия независимо от его фактического восприятия публикой. При сообщении исполнения или записи исполнения в эфир через спутник под сообщением в эфир понимается прием сигналов с наземной станции на спутник и передача сигналов со спутника, посредством которых исполнение или запись исполнения могут быть доведены до всеобщего сведения независимо от их фактического приема публикой;
- сообщение по кабелю, то есть сообщение исполнения или записи исполнения для всеобщего сведения посредством их передачи по радио или телевидению с помощью кабеля, провода, оптического волокна или аналогичных средств (в том числе путём ретрансляции);
- запись исполнения, то есть фиксация звуков и (или) изображения или их отображений с помощью технических средств в какой-либо материальной форме, позволяющей осуществлять их неоднократное восприятие, воспроизведение или сообщение;
- воспроизведение записи исполнения, то есть изготовление одного и более экземпляра фонограммы либо её части. При этом запись исполнения на электронном носителе, в том числе запись в память ЭВМ, также считается воспроизведением, кроме случаев, когда такая запись является временной и составляет неотъемлемую и существенную часть технологического процесса, имеющего единственной целью правомерное использование записи или правомерное доведение исполнения до всеобщего сведения;
- распространение записи исполнения путём продажи или иного отчуждения её оригинала или экземпляров, представляющих собой копии такой записи на любом материальном носителе;
- доведение записи исполнения до всеобщего сведения таким образом, что любое лицо может получить доступ к записи исполнения из любого места и в любое время по собственному выбору (доведение до всеобщего сведения);
- публичное исполнение записи исполнения, то есть любое сообщение записи с помощью технических средств в месте, открытом для свободного посещения, или в месте, где присутствует значительное число лиц, не принадлежащих к обычному кругу семьи, независимо от того, воспринимается запись в месте её сообщения или в другом месте одновременно с её сообщением;
- прокат оригинала или экземпляров записи исполнения.

## Случаи исчерпания исключительного права на исполнение
Исключительное право на исполнение не распространяется на воспроизведение, сообщение в эфир или по кабелю и публичное исполнение записи исполнения в случаях, когда такая запись была произведена с согласия исполнителя, а её воспроизведение, сообщение в эфир или по кабелю либо публичное исполнение осуществляется в тех же целях, для которых было получено согласие исполнителя при записи исполнения.
При заключении с исполнителем договора о создании аудиовизуального произведения согласие исполнителя на использование исполнения в составе аудиовизуального произведения предполагается. Согласие исполнителя на отдельное использование звука или изображения, зафиксированных в аудиовизуальном произведении, должно быть прямо выражено в договоре.

## Срок действия исключительного права на исполнение
Исключительное право на исполнение действует в течение всей жизни исполнителя, но не менее пятидесяти лет, считая с 1 января года, следующего за годом, в котором осуществлены исполнение, либо запись исполнения, либо сообщение исполнения в эфир или по кабелю.
Если исполнитель был репрессирован и посмертно реабилитирован, срок действия исключительного права считается продленным, и пятьдесят лет исчисляются с 1 января года, следующего за годом реабилитации исполнителя.
Если исполнитель работал во время Великой Отечественной войны или участвовал в ней, срок действия исключительного права продлевается на четыре года. Исключительное право на исполнение передается по наследству в порядке универсального правопреемства. По истечении срока действия исключительного права на исполнение это право переходит в общественное достояние.

## Коллективное управление смежными правами исполнителей
Действующее российское законодательство в статье 1244 Гражданского кодекса Российской Федерации называет две сферы коллективного управления смежными правами исполнителей, в отношении которых предусмотрена государственная аккредитация организаций, управляющих правами исполнителей на коллективной основе:
- осуществление прав исполнителей на получение вознаграждения за публичное исполнение, а также за сообщение в эфир или по кабелю фонограмм, опубликованных в коммерческих целях;

6 августа 2008 года согласно Приказу Руководителя Федеральной службы по надзору за соблюдением законодательства в области охраны культурного наследия (Росохранкультура) № 136 аккредитацию в этой сфере получила Всероссийская организация интеллектуальной собственности.
- осуществление прав авторов, исполнителей, изготовителей фонограмм и аудиовизуальных произведений на получение вознаграждения за воспроизведение фонограмм и аудиовизуальных произведений в личных целях;

Решение о государственной аккредитации в этой сфере ещё не принято.

## Правовые акты
- Гражданский Кодекс РФ (Часть 4) от 18.12.2006 N 230-ФЗ (принят ГД ФС РФ 24.11.2006)